# Snabdevanje krvlju tokom pandemije kovida 19
Snabdevanje krvlju u pandemiji kovida 19 jedan je urgentnih problema, sličan onom u vanrednim situacijama, nastao na globalnom nivou, kada je jedna od velikih svetskih pandemija izazvana novim koronavirusom SARS-KoV-2, ozbiljno narušila sve  aspekt medicinske zajednice kao i svakodnevni život u  zemljama sa velikim opterećenjem bolešču kovid 19.
Manjak krvi verovatno će trajati tokom pandemije kovida 19, pa se i ustanove za transfuzijukrvi i bolnice moraju pripremiti.

## Problematika
Redovno snabdevanje krvlju zdravstvenog sistema potpuno zavisi od altruističnog dobrovoljnog davanja krvi pojedinaca svesnih da time nekome pomažu. Kako svi krvni proizvodi imaju ograničen rok trajanja, zalihe krvi ne mogu biti enormne, tako trenutno, zbog slabog odziva davalac, postoji nestašica krvi u mnogim regijama širom sveta, sa velikim opterećenjem pandemijom kovida 19. U takvimn uslovima mnoge regije imaju samo jednodnevni ili dvodnevni priliv krvi, umesto optimalnih jednonedeljnih ili dvonedeljnih zaliha. 
Na to je uticalo ne samo zatvaranje fakulteta, škola i velikih kompanija i uvođenje sistema socijalne izolacije, već i strah od zaraze. Takvi uslovi prisilili su agencije za prikupljanje krvi da otkažu stotine akcija prikupljanja krvi, na šta je uticao manjka na desetinaa hiljada davalaca krvi. 
Crveni krst i druge agencije za prikupljanje krvi sve više traže od bolnica da razviju proaktivnu  strategije za potencijalni nedostatak krvi, i ostvare dobru komuniciraju sa agencijama za prikupljanje podataka o potrebama i zalihama kako bi se kroz sposobnost praćenja krvnih proizvoda, u uslovima nestašice krvi izvršila pravilna preraspodela, minimalno prikupljenih zaliha.

## Dobrovoljno davanje krvi u pandemiji
Ono što je najvažnije, da zajednica zna je da:
- transfuzijska medicina obaveštava javnost da krv u uslovima pandemije uzima uz strogo poštovanje protiepidemijskih mera, u kojima nisu narušena mere socijalnog distanciranja i izolacije,
- nema naučnih dokaza da se SARS-CoV-2 može preneti transfuzijom krvi, jer se ne zna da se respiratorni virusi prenose davanjem ili transfuzijom.
- Američka agencija za hranu i lekove i dalje izveštava da do danas nije bilo prijavljenih ili sumnjivih slučajeva transfuzijom prenesenog kovida 19.
- nije zabeležen nijedan slučaj transfuzijske transmisije za druga dva koronavirusa koja su se pojavila u poslednje dve decenije (SARS, teški akutni respiratorni sindrom i MERS-CoV, koji uzrokuje bliskostočni respiratorni sindrom).
- uspostavljene rutinske mjere provjere davatelja krvi - koje mogu uključivati odlaganje putovanja - transfuzijska medicina spriečav da pojedinci s kliničkim respiratornim infekcijama daruju krv i time dodatno osiguraju sigurno dobrovoljno davanje krvi.[2]

U cilju sprečavanja prenošenja Covid-19 infekcije smo za davaoce krvi implementirane su dodatne mere kako bi obezbedili dovoljne količine bezbedne krvi za transfuzijsko lečenje. Većina mera su sastavni deo uobičajenog izbora davalaca krvi sa izmenama koje imaju za cilj samo da pojačaju nadzor u novonastaloj situaciji.
| Mere i postupci u centrima za transfuziju krvi u pandemiji COVID-19                             | Mere i postupci u centrima za transfuziju krvi u pandemiji COVID-19 |
| Mere                                                                                            | Postupci |
| ----------------------------------------------------------------------------------------------- | --- |
| Ko na sme da dođe na davanje krvi                                                               | - osobe koje su u poslednjih 28 dana putovali izvan Srbije - osobe koje imate prehladu, kašalj i kijanje, - osobe sa povišenu telesnu temperaturu, - osobe koje su bile u kontaktu sa bolesnom osobom čiji simptomi liče na infekciju korona virusom. |
| Novouvedene mere prema preporukama ECDC kod davalaca krvi u cilju sprečavanja prenosa kovida 19 | - odlaganje davanja krvi, ćelija i tkiva 28 dana nakon izlaganja potvrđenom slučaju ili - povratka iz područja sa infekcijom Covid-19 - odlaganje davanja krvi davaocima sa simptomima respiratorne infekcije - podsećanje davalaca krvi na obavezu da u slučaju pojave znakova zarazne respiratorne bolesti do 14 dana nakon davanja krvi telefonom obaveste o tome ovlašćenu transfuzijsku ustanovu u kojoj su dali krv. |
| Opšte mere za sprečavanje širenja infekcije                                                     | - pravilno pokrivanje usta i nosa prilikom kašljanja i kijanja, - izbegavanje dodirivanja očiju, nosa ili usta - redovno pranje ruku i ostale dobre higijenske navike - ostajanje kod kuće kada ste bolesni - izbegavanje bliskog kontakta sa bolesnicima. |

## Specifični kriterijumi za procenu prihvatljivosti davaoca konvalescentnе plazma kovid 19
Konvalescentna (rekovalescentna) plazma kovid 19 (KPC) je ljudska plazma dobivena iz krvi osoba koje ispunjavaju opšte kriterijume procene podobnosti za davaoce čija plazma sadrži antitela protiv SARS-KoV-2, koja se može primeniti kao biološki proizvod u lečenju hospitalizovanih pacijenata sa kovid 19, kao dodatna terapija.
Davaoci konvalescentna plazma kovid-19 moraju ispuniti sledeće kriterijume da bi se kvalifikovali kao davaoci KPC, da su:
1. Dokumentovani da su imali SARS-CoV-2 infekciju (dijagnoza i izlečenje):  
- Pozitivan molekularni test za SARS-CoV-2 (RT-PCR),
- Pozitivan serološki test na antitela na SARS-CoV-2 (oba rezultata potvrdila je institucija koja ima licencu za ovu namenu).

2. Dokumentovani da su izlečeni od bolesti kovid 19 ili infekcije SARS-KoV-2: 
- Potpuno povlačenje znakova i simptoma bolesti najmanje 14 dana pre davanja krvi (negativni dijagnostički test za kovid 19 nije potreban da bi se donator kvalifikovao za davanje),
- Prekid terapije najmanje 14 dana pre davanja krvi.

Potencijalni davaoci krvi koji nemaju dokaze o prethodnoj infekciji SARS-KoV-2 (RT-PCR ili serološki test) mogu dati krv u standardnom obliku, a njihova plazma će se kvalifikovati kao konvalescentna plazma kovid-19 nakon pozitivnog testiranja na antitela anti -SARS-KoV-2.

## Spoljašnje veze
- „Informacija za dobrovoljne davaoce krvi”. Архивирано из оригинала 19. 03. 2020. г. Приступљено 19. 03. 2020. — Institut za transfuziju krvi Srbije 17. mart 2020.

|  | Molimo Vas, obratite pažnju na važno upozorenje u vezi sa temama iz oblasti medicine (zdravlja). |